# Nail Bikkenin
Nail Barijewitsch Bikkenin (russisch Наиль Бариевич Биккенин, tatarisch Наил Бари улы Биккенин; geboren am 20. September 1931 in Kasan; gestorben am 20. April 2007 in Moskau) war ein sowjetischer bzw. russischer Philosoph und Journalist tatarischer Abstammung sowie Mitglied des Zentralkomitees der KPdSU.

## Leben
Nail Bikkenin wurde in Kasan als Sohn des Arztes Abdul Bari Bikkenin geboren. Er schloss sein Studium 1954 an der Philosophischen Fakultät der Lomonossow-Universität ab und war dort von 1958 bis 1963 als Dozent beschäftigt, zuvor war Bikkenin 1955 der KPdSU beigetreten. Danach war Nail Bikkenin bis 1966 als Berater der philosophischen Abteilung der Parteizeitschrift Kommunist tätig, ehe er bis 1987 in den Abteilungen Wissenschaft und Propaganda im ZK arbeitete. 1987 wurde Bikkenin Chefredakteur der Zeitschrift Kommunist, der sich unter seiner Führung zu einer Stütze der Perestroika entwickelte. Er gehörte von 1989 bis 1991 dem Volksdeputiertenkongress an. In den Jahren 1990 und 1991 war er darüber hinaus Mitglied des Zentralkomitees. Im August 1991 wurde Nail Bikkenin Chefredakteur der Zeitung Свободная мысль (Freies Denken) und blieb bis 2003 in dieser Position. 
Bikkenin starb 2007 in Moskau und wurde auf dem Kunzewoer Friedhof beerdigt.

## Werke (Auswahl)
- Социалистическая идеология (Sozialistische Ideologie, Moskau 1978).
- Культура как социальное явление  (Kultur als soziales Phänomen, Moskau 1983).
- Идеология и культура (Ideologie und Kultur, Moskau 1985).

## Weblink
- Биккенин, Наиль Бариевич